# Raquel Zelaya
Irma Raquel Zelaya Rosales (Ciudad de Guatemala, 21 de agosto de 1945) es una economista y política guatemalteca, que se desempeñó brevemente como ministra de Finanzas Públicas de enero a abril de 1991 durante el gobierno de Jorge Serrano Elías.

## Biografía
Zelaya es licenciada en economía, egresada de la Universidad Rafael Landívar. Obtuvo estudios superiores en la administración pública y ciencias políticas en Italia.
En el marco de la guerra civil de Guatemala, Zelaya se convirtió en una de las líderes intelectuales que abogaban por una salida pacífica al conflicto, por lo que trabajó en las mesas de negociación entre el gobierno de Guatemala y la Unidad Revolucionaria Nacional Guatemalteca.
En el gobierno de Serrano Elías fue nombrada como ministra de Finanzas Públicas, asumió el cargo en enero de 1991, pero dejó el cargo tres meses después, en abril del mismo año, por inconformidades con el entonces mandatario.
Fue designada como Secretaria Presidencial de la Paz en el gobierno de Álvaro Arzú, por lo que fue una de las signatarias del Acuerdo de Paz Firme y Duradera de 1996. Ocupó este cargo de 1997 a 2000.
Posterior a la política, Zelaya fundó y preside la Asociación de Investigación y Estudios Sociales (ASIES), una organización sin fines de lucro.
En el año 2015, fue parte de la terna para elegir al vicepresidente de Guatemala, que el presidente Alejandro Maldonado Aguirre envió al Congreso de la República para llenar la vacante que él mismo había dejado al tomar posesión como presidente luego de la renuncia de Otto Pérez Molina. Inicialmente, Zelaya partió como la favorita del Congreso de la República para ser la nueva vicepresidente. Recibió 59 de 153 votos en la primera vuelta, luego obtuvo la delantera con 75 votos, pero finalmente obtuvo 44 votos en la tercera ronda, lo que la dejó fuera de la contienda. Alfonso Fuentes Soria fue elegido como nuevo vicepresidente.